# Civitas Rauricorum
Die Civitas Rauricorum war eine Verwaltungseinheit (Civitas) der römischen Provinz Germania superior (Obergermanien) im Gebiet des südlichen Oberrheins. Benannt wurde sie nach dem keltischen Stamm der Rauriker. Hauptort könnte Argentovaria, das heutige Biesheim im Elsass, gewesen sein.

## Geographie

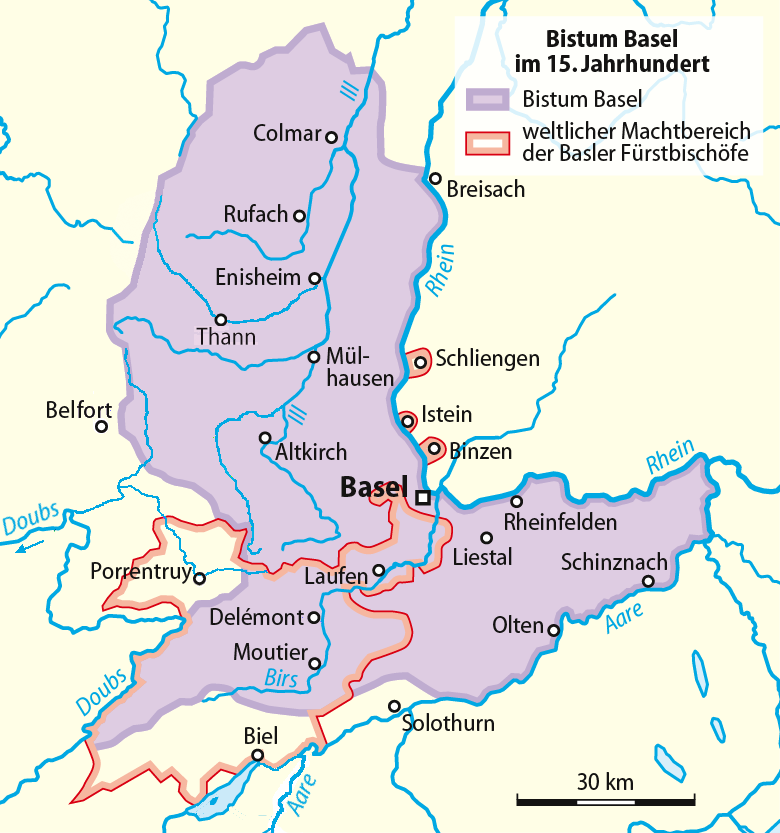
Die Fläche des späteren Bistums Basel entsprach vielleicht ungefähr der Ausdehnung der Civitas Rauricorum

Da auf der Synode von Nicäa 325 n. Chr. bestimmt wurde, dass Bistumsgründungen bestehende staatliche Verwaltungsgrenzen zu übernehmen haben, könnte sich die Fläche der Civitas Rauricorum anhand des Bistums Basel rekonstruieren lassen. Das Gebiet befand sich am Rheinknie, dem heutigen südlichen Teil des Elsass sowie dem nordwestlichsten Teil der Schweiz. Im Norden bildete etwa der Landgraben bei Schlettstadt die Grenze zur Civitas Tribocorum. Im Westen lag die Civitas Sequanorum und im Süden sowie Osten befand sich die größere Civitas Helvetiorum. Für den östlichen Bereich erstreckte sich die Civitas Rauricorum bis zum Ufer der Aare.
Keramikformen lassen auch auf eine anfängliche raurikische Besiedlung rechts des Rheines schließen. Es gibt die Vermutung, dass mit der Einrichtung einer eigenen südbadischen Civitas im frühen 2. Jahrhundert dieser Siedlungsbereich den Raurikern abgetrennt wurde. Ebenso unklar ist die Abgrenzung zur Colonia Augusta Rauricorum, da diese in das Bistum Basel integriert wurde. In Mumpf bei Bad Säckingen fand man einen Leugenstein, der die Strecke bis nach Augusta Rauricorum angab.
Als sicher eingestufte Vici im heutigen Elsass sind Biesheim, Horbourg-Wihr, Wittelsheim, Kembs (Cambete), Sierentz. Hinzu kommen Orte, die aufgrund der bisher nicht ausreichenden archäologischen Ausgrabungen als wahrscheinliche Dorfsiedlungen anzusehen sind. Hierzu zählen Fundstellen in Turckheim, Rouffach, Niederhergheim, Biltzheim, Heiteren, Ensisheim, Bantzenheim, Illzach (Uruncis), Hirsingue und Friesen. Auf dem Gebiet der heutigen Schweiz befanden sich Allschwil (Arialbinnum), Basel (Basilia), Frick (Ferraricia) und Olten.

## Geschichte
Archäologisch ist der Stamm der Rauriker schon seit Mitte des 2. Jahrhunderts v. Chr. in der Region nachweisbar. Ihr Hauptsitz befand sich im heutigen Basel, zunächst im Bereich der Ausgrabungsstätte Basel-Gasfabrik und später auf dem Münsterhügel. Infolge des Gallischen Kriegs geriet das Land der Rauriker unter römische Kontrolle. Unter anderem wurden sie auch für das römische Militär eingespannt und mussten gemeinsam mit dem Nachbarstamm der Sequaner eine Auxiliareinheit stellen, die Cohors I Sequanorum et Rauracorum.
Nach einem ersten, wohl erfolglosen Gründungsversuch im Jahr 44 v. Chr. wurde unter Kaiser Augustus (regierte 30 v. Chr.–14 n. Chr.) östlich des heutigen Basel die Stadt Augusta Raurica gegründet. Dieser Ort hatte jedoch den Status einer Colonia und stand nicht unter Verwaltung der Civitas. Das Territorium, das der Stadt Augusta Raurica zugeteilt wurde, ging der Civitas Rauricorum also verloren. Dass die Colonia Augusta Raurica und die Civitas Rauricorum zumindest eine Zeit lang koexistierten, geht aus der Tatsache hervor, dass Plinius der Ältere in seiner Naturalis historia beide nebeneinander nennt.
Im Verlauf der Römischen Kaiserzeit verlor die Unterscheidung zwischen den verschiedenen rechtlichen Siedlungs- und Personenkategorien zunehmend an Bedeutung. Aus diesem Grund scheinen die Civitas und die Colonia schließlich zusammengelegt worden zu sein. Wann das geschah, ist unklar; teilweise wird das mittlere 2. Jahrhundert angenommen. Eine Forschungshypothese besagt weiter, dass diese Zusammenlegung sich am Wandel des Stadtnamens von „Augusta Raurica“ zu „Augusta Rauricorum“ ablesen lässt.
Mitte des 3. Jahrhunderts kam es zum Limesfall, woraufhin die Civitas Rauricorum zur Grenzregion des Römischen Reiches wurde. Kaiser Diokletian (regierte 284–305) ordnete eine Verwaltungsreform an, wobei die Civitas der neuen Provinz Maxima Sequanorum zugeschlagen wurde.
Aufgrund vermehrter Germaneneinfälle wurde während der Regierungszeit von Kaiser Valentinian I. (364–375) der Rheinlimes militärisch ausgebaut. Hierzu zählten im Raum der Rauriker die Kastelle in Breisach (Mons Brisiacus), Biesheim (Argentovaria), Horbourg, Illzach (Uruncis), Kembs (Cambete), Basel (Basilia), Kaiseraugst (Castrum Rauracense) und Frick (Ferraricia).